# Список птахів Болівії

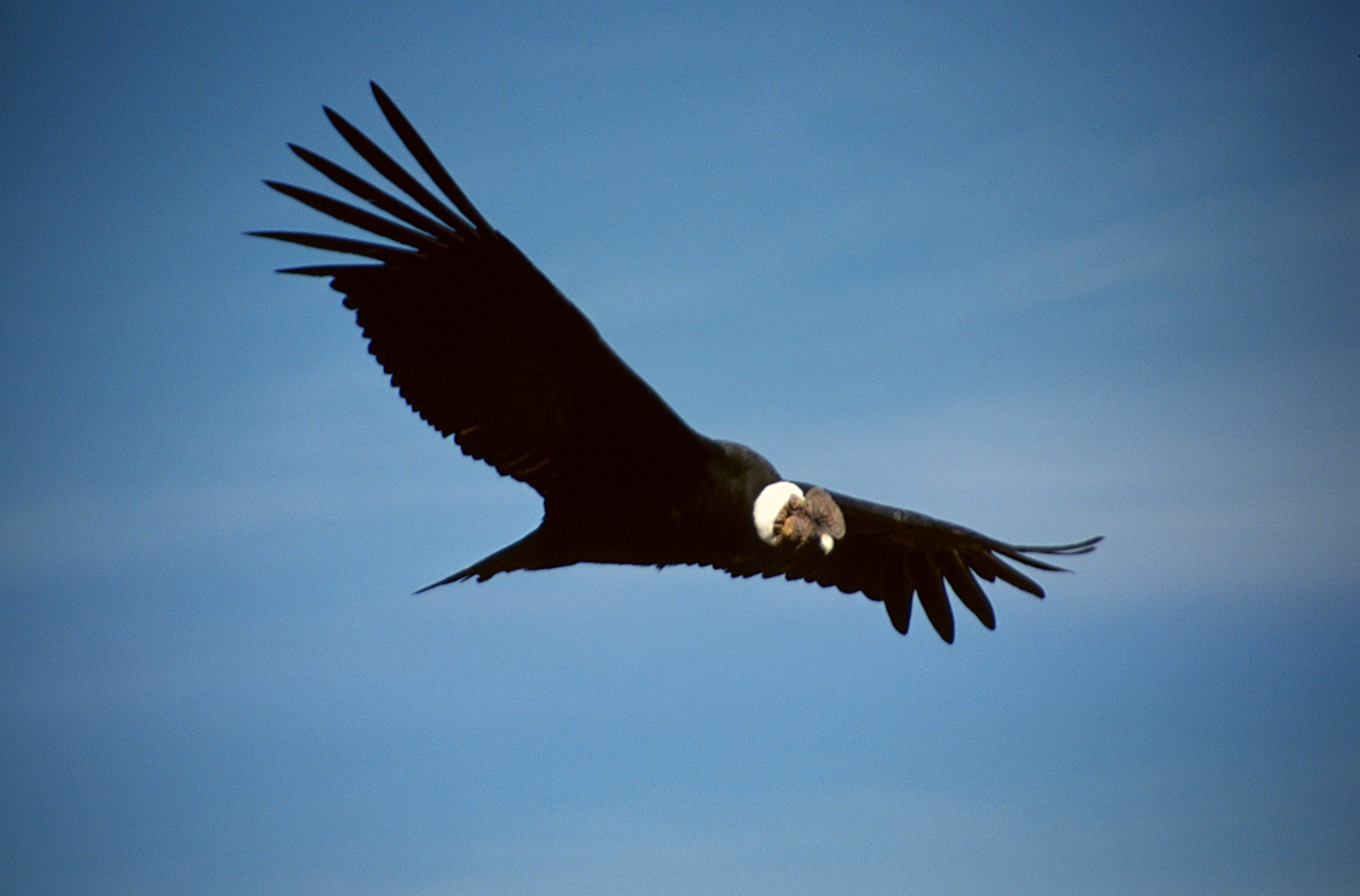
Кондор андійський (Vultur gryphus) є національним птахом Болівії

Це перелік видів птахів, зафіксованих на території Болівії. Авіфауна Болівії налічує загалом 1400 видів, з яких 14 є ендемічними, 14 вважаються рідкісними або випадковими, 2 види були інтродуковані до Болівії. 40 видів не були зафіксовані, однак, імовірно, присутні на території країни.

## Позначки
Наступні теги використані для виділення деяких категорій птахів.
- (V) Випадковий — вид, який рідко або випадково трапляється в Болівії
- (Е) Ендемічий — вид, який є ендеміком Болівії
- (I) Інтродукований — вид, завезений до Болівії як наслідок, прямих чи непрямих дій людських дій
- (H) Гіпотетичний — не зафіксований вид, який, однак, імовірно, присутній на території Болівії

## Нандуподібні(Rheiformes)
Родина: Нандуві (Rheidae)
- Нанду великий, Rhea americana
- Нанду малий, Rhea pennata

## Тинамуподібні(Tinamiformes)
Родина: Тинамові (Tinamidae)
- Тинаму чорноголовий, Nothocercus nigrocapillus
- Тао, Tinamus tao
- Тинаму чорний, Tinamus osgoodi (H)
- Тинаму великий, Tinamus major
- Тинаму білогорлий, Tinamus guttatus
- Татаупа сірий, Crypturellus cinereus
- Татаупа малий, Crypturellus soui
- Татаупа каштановий, Crypturellus obsoletus
- Татаупа блідий, Crypturellus undulatus
- Татаупа бразильський, Crypturellus strigulosus
- Татаупа темноголовий, Crypturellus atrocapillus
- Татаупа амазонійський, Crypturellus variegatus
- Татаупа перуанський, Crypturellus bartletti
- Татаупа червонодзьобий, Crypturellus parvirostris
- Татаупа сіроголовий, Crypturellus tataupa
- Інамбу рудошиїй, Rhynchotus rufescens
- Rhynchotus maculicollis
- Інамбу перуанський, Nothoprocta taczanowskii
- Інамбу рудогрудий, Nothoprocta ornata
- Інамбу чагарниковий, Nothoprocta cinerascens
- Інамбу андійський, Nothoprocta pentlandii
- Нотура білочеревий, Nothura boraquira
- Нотура Дарвіна, Nothura darwinii
- Інамбу ошатний, Eudromia formosa
- Інамбу червоногузий, Tinamotis pentlandii

## Гусеподібні(Anseriformes)
Родина: Паламедеєві (Anhimidae)
- Паламедея, Anhima cornuta
- Чайя аргентинська, Chauna torquata

Родина: Качкові (Anatidae)
- Свистач рудий, Dendrocygna bicolor
- Свистач білоголовий, Dendrocygna viduata
- Свистач червонодзьобий, Dendrocygna autumnalis
- Коскороба, Coscoroba coscoroba (V)
- Каргарка гриваста, Neochen jubata
- Каргарка андійська, Chloephaga melanoptera
- Качка мускусна, Cairina moschata
- Качка американська, Sarkidiornis sylvicola
- Чирянка болівійська, Callonetta leucophrys
- Чирянка бразильська, Amazonetta brasiliensis
- Качка андійська, Merganetta armata
- Крижень андійський, Lophonetta specularioides
- Чирянка пунайська, Spatula puna
- Чирянка чорноголова, Spatula versicolor
- Широконіска аргентинська, Spatula platalea
- Широконіска північна, Spatula clypeata (H)
- Чирянка блакитнокрила, Spatula discors
- Чирянка руда, Spatula cyanoptera
- Свищ чилійський, Mareca sibilatrix (V)
- Шилохвіст білощокий, Anas bahamensis
- Шилохвіст жовтодзьобий, Anas georgica
- Чирянка жовтодзьоба, Anas flavirostris
- Чернь аргентинська, Netta peposaca
- Качка чорноголова, Heteronetta atricapilla
- Савка маскова, Nomonyx dominicus
- Савка американська, Oxyura jamaicensis
- Савка аргентинська, Oxyura vittata (H)

## Куроподібні(Galliformes)
Родина: Краксові (Cracidae)
- Пенелопа вогнистогруда, Chamaepetes goudotii
- Пенелопа андійська, Penelope montagnii
- Пенелопа рудобока, Penelope superciliaris
- Пенелопа еквадорська, Penelope dabbenei
- Пенелопа амазонійська, Penelope jacquacu
- Абурі-крикун білоголовий, Pipile cumanensis
- Абурі-крикун червоногорлий, Pipile cujubi
- Чачалака бура, Ortalis canicollis
- Чачалака цяткована, Ortalis guttata
- Кракс амазонійський, Crax globulosa
- Кракс жовтодзьобий, Crax fasciolata
- Міту гребенедзьобий, Mitu tuberosum
- Кракс-рогань південний, Pauxi unicornis (E)

Родина: Токрові (Odontophoridae)
- Токро гвіанський, Odontophorus gujanensis
- Токро рудогрудий, Odontophorus speciosus
- Токро андійський, Odontophorus balliviani
- Токро рудочубий, Odontophorus stellatus

## Фламінгоподібні(Phoenicopteriformes)
Родина: Фламінгові (Phoenicopteridae)
- Фламінго чилійський, Phoenicopterus chilensis
- Фламінго андійський, Phoenicoparrus andinus
- Фламінго жовтодзьобий, Phoenicoparrus jamesi

## Пірникозоподібні(Podicipediformes)
Родина: Пірникозові (Podicipedidae)
- Пірникоза Роланда, Rollandia rolland
- Пірникоза короткокрила, Rollandia microptera
- Пірникоза домініканська, Tachybaptus dominicus
- Пірникоза рябодзьоба, Podilymbus podiceps
- Пірникоза срібляста, Podiceps occipitalis

## Голубоподібні(Columbiformes)
Родина: Голубові (Columbidae)
- Голуб сизий, Columba livia (I)
- Голуб строкатий, Patagioenas speciosa
- Голуб аргентинський, Patagioenas picazuro
- Голуб парагвайський, Patagioenas maculosa
- Голуб каліфорнійський, Patagioenas fasciata
- Голуб рожевошиїй, Patagioenas cayennensis
- Голуб сірошиїй, Patagioenas plumbea
- Голуб коста-риканський, Patagioenas subvinacea
- Голубок бурий, Geotrygon montana
- Голубок фіолетовий, Geotrygon violacea
- Горличка білолоба, Leptotila verreauxi
- Горличка сіроголова, Leptotila rufaxilla
- Горличка велика, Leptotila megalura
- Голубок білогорлий, Zentrygon frenata
- Zenaida auriculata(інші мови)
- Талпакоті сірий, Claravis pretiosa
- Горличка довгохвоста, Uropelia campestris
- Paraclaravis mondetoura(інші мови)
- Горличка перуанська, Metriopelia ceciliae
- Горличка болівійська, Metriopelia melanoptera
- Горличка аймарська, Metriopelia aymara
- Талпакоті малий, Columbina minuta
- Талпакоті коричневий, Columbina talpacoti
- Горличка-інка бразильська, Columbina squammata
- Пікуї, Columbina picui

## Зозулеподібні(Cuculiformes)
Родина: Зозулеві (Cuculidae)
- Гуїра, Guira guira
- Ані великий, Crotophaga major
- Ані товстодзьобий, Crotophaga ani
- Тахете, Tapera naevia
- Таязура-клинохвіст велика, Dromococcyx phasianellus
- Таязура-клинохвіст мала, Dromococcyx pavoninus
- Таязура рудогуза, Neomorphus geoffroyi
- Піая мала, Coccycua minuta
- Кукліло попелястоволий, Coccycua cinerea
- Піая велика, Piaya cayana
- Піая червонодзьоба, Piaya melanogaster
- Кукліло бурий, Coccyzus melacoryphus
- Кукліло північний, Coccyzus americanus
- Кукліло білочеревий, Coccyzus euleri
- Кукліло чорнодзьобий, Coccyzus erythropthalmus

## Дрімлюгоподібні(Caprimulgiformes)
Родина: Гуахарові (Steatornithidae)
- Гуахаро, Steatornis caripensis

Родина: Потуєві (Nyctibiidae)
- Поту великий, Nyctibius grandis
- Поту довгохвостий, Nyctibius aethereus
- Поту малий, Nyctibius griseus
- Поту гірський, Nyctibius maculosus
- Поту рудий, Nyctibius bracteatus (H)

Родина: Дрімлюгові (Caprimulgidae)
- Накунда, Chordeiles nacunda
- Анаперо карликовий, Chordeiles pusillus
- Анаперо блідий, Chordeiles rupestris
- Анаперо малий, Chordeiles acutipennis
- Анаперо віргінський, Chordeiles minor
- Анаперо-довгокрил бурий, Lurocalis semitorquatus
- Анаперо-довгокрил рудочеревий, Lurocalis rufiventris
- Анаперо смугастохвостий, Nyctiprogne leucopyga
- Дрімлюга траурний, Nyctipolus nigrescens
- Дрімлюга довгодзьобий, Systellura longirostris
- Пораке рудощокий, Nyctidromus albicollis
- Дрімлюга білокрилий, Eleothreptus candicans
- Дрімлюга-лірохвіст колумбійський, Uropsalis segmentata
- Дрімлюга-лірохвіст рудошиїй, Uropsalis lyra
- Дрімлюга малий, Setopagis parvula
- Дрімлюга світлобровий, Hydropsalis maculicaudus
- Дрімлюга-вилохвіст колумбійський, Hydropsalis climacocerca
- Дрімлюга-вилохвіст бразильський, Hydropsalis torquata
- Леляк бразильський, Nyctiphrynus ocellatus
- Дрімлюга парагвайський, Antrostomus sericocaudatus
- Дрімлюга рудий, Antrostomus rufus

## Серпокрильцеподібні(Apodiformes)
Родина: Серпокрильцеві (Apodidae)
- Свіфт нікарагуанський, Cypseloides cryptus (H)
- Свіфт білогрудий, Cypseloides lemosi
- Свіфт аргентинський, Cypseloides rothschildi
- Свіфт світлоголовий, Cypseloides senex (H)
- Свіфт рудошиїй, Streptoprocne rutila
- Свіфт болівійський, Streptoprocne zonaris
- Голкохвіст сірогузий, Chaetura cinereiventris
- Голкохвіст еквадорський, Chaetura egregia
- Голкохвіст східний, Chaetura pelagica (H)
- Голкохвіст колумбійський, Chaetura chapmani
- Голкохвіст південний, Chaetura meridionalis
- Голкохвіст вохристогузий, Chaetura brachyura
- Серпокрилець гірський, Aeronautes montivagus
- Серпокрилець андійський, Aeronautes andecolus
- Серпокрилець-крихітка неотропічний, Tachornis squamata
- Серпокрилець-вилохвіст малий, Panyptila cayennensis

Родина: Колібрієві (Trochilidae)
- Колібрі-якобін синьоголовий, Florisuga mellivora
- Ерміт-серподзьоб рудохвостий, Eutoxeres condamini
- Ерміт-самітник бразильський, Glaucis hirsutus
- Ерміт світлохвостий, Threnetes leucurus
- Ерміт болівійський, Phaethornis nattereri
- Ерміт рудий, Phaethornis ruber
- Ерміт перуанський, Phaethornis stuarti
- Ерміт вохристий, Phaethornis subochraceus
- Ерміт парагвайський, Phaethornis pretrei
- Ерміт сірогузий, Phaethornis hispidus
- Ерміт зелений, Phaethornis guy (H)
- Ерміт тонкодзьобий, Phaethornis philippii
- Ерміт довгодзьобий, Phaethornis malaris
- Колібрі-довгодзьоб зеленолобий, Doryfera ludovicae
- Колібрі-капуцин клинодзьобий, Schistes geoffroyi
- Колібрі бурий, Colibri delphinae
- Колібрі іскристий, Colibri cyanotus
- Колібрі синьочеревий, Colibri coruscans
- Колібрі зеленочеревий, Colibri serrirostris
- Колібрі рогатий, Heliactin bilophus
- Колібрі-фея зеленолобий, Heliothryx auritus
- Колібрі-зеленохвіст золотистий, Polytmus guainumbi
- Колібрі-зеленохвіст гвіанський, Polytmus theresiae
- Колібрі-рубін, Chrysolampis mosquitus
- Колібрі-манго чорногорлий, Anthracothorax nigricollis
- Колібрі-німфа аметистовий, Heliangelus amethysticollis
- Колібрі-голкохвіст чубатий, Discosura popelairii (H)
- Колібрі-голкохвіст чорногрудий, Discosura langsdorffi
- Колібрі-голкохвіст бурштиновий, Discosura letitiae (E)
- Колібрі-кокетка плямистовусий, Lophornis gouldii (V)
- Колібрі-кокетка довгочубий, Lophornis delattrei
- Lophornis verreauxii
- Колібрі плямистоволий, Adelomyia melanogenys
- Колібрі-сильф королівський, Aglaiocercus kingii
- Сафо, Sappho sparganurus
- Колібрі-плямохвіст андійський, Oreotrochilus estella
- Колібрі-плямохвіст білобокий, Oreotrochilus leucopleurus
- Колібрі-плямохвіст болівійський, Oreotrochilus adela
- Колібрі-довгохвіст смарагдовий, Lesbia nuna
- Колібрі-короткодзьоб пурпуровий, Ramphomicron microrhynchum
- Колібрі-тонкодзьоб червонолобий, Chalcostigma ruficeps
- Колібрі-тонкодзьоб оливковий, Chalcostigma olivaceum
- Колібрі-тонкодзьоб синьохвостий, Chalcostigma stanleyi
- Колібрі-барвограй зеленогорлий, Metallura tyrianthina
- Колібрі-барвограй перуанський, Metallura aeneocauda
- Колібрі-пухоніг рудоногий, Haplophaedia assimilis
- Еріон синьолобий, Eriocnemis luciani (H)
- Еріон болівійський, Eriocnemis glaucopoides
- Колібрі-золотожар чорноголовий, Aglaeactis pamela (E)
- Колібрі-інка бронзовий, Coeligena coeligena
- Колібрі-інка біловолий, Coeligena torquata
- Колібрі-інка фіолетовий, Coeligena violifer
- Колібрі-списодзьоб, Ensifera ensifera
- Колібрі блакитнокрилий, Pterophanes cyanopterus
- Колібрі-пухоніг болівійський, Ocreatus addae
- Колібрі-діамант перуанський, Heliodoxa branickii (H)
- Колібрі-діамант золотистий, Heliodoxa aurescens
- Колібрі-діамант рубіновогорлий, Heliodoxa rubinoides (V)
- Колібрі-діамант фіолетоволобий, Heliodoxa leadbeateri
- Колібрі велетенський, Patagona gigas
- Колібрі-ангел синьоголовий, Heliomaster longirostris
- Колібрі-ангел синьогрудий, Heliomaster furcifer
- Колібрі-іскринка білочеревий, Chaetocercus mulsant
- Колібрі тонкохвостий, Microstilbon burmeisteri
- Колібрі-аметист білочеревий, Calliphlox amethystina
- Колібрі-смарагд синьохвостий, Chlorostilbon mellisugus
- Колібрі-смарагд золоточеревий, Chlorostilbon lucidus
- Колібрі сапфіроволобий, Klais guimeti
- Колібрі-шаблекрил сірогрудий, Campylopterus largipennis
- Колібрі-шаблекрил вилохвостий, Eupetomena macroura
- Колібрі-лісовичок буроголовий, Thalurania furcata
- Колібрі цяткований, Taphrospilus hypostictus
- Агиртрія бразильська, Chrysuronia versicolor
- Колібрі-сапфір золотохвостий, Chrysuronia oenone
- Аріан венесуельський, Chionomesa fimbriata
- Аріан сапфіровогорлий, Chionomesa lactea
- Колібрі-сапфір кактусовий, Hylocharis sapphirina
- Колібрі-сапфір золотистий, Hylocharis chrysura
- Колібрі білочеревий, Elliotomyia chionogaster
- Колібрі зеленохвостий, Elliotomyia viridicauda (H)
- Колібрі-сапфір білобородий, Chlorestes cyanus

## Гоациноподібні(Opisthocomiformes)
Родина: Гоацинові (Opisthocomidae)
- Гоацин, Opisthocomus hoazin

## Журавлеподібні(Gruiformes)
Родина: Арамові (Aramidae)
- Арама, Aramus guarauna

Родина: Агамієві (Psophiidae)
- Агамі білокрилий, Psophia leucoptera
- Агамі зеленокрилий, Psophia viridis (H)

Родина: Пастушкові (Rallidae)
- Султанка американська, Porphyrio martinica
- Султанка жовтодзьоба, Porphyrio flavirostris
- Деркач еквадорський, Rufirallus castaneiceps
- Деркач каєнський, Rufirallus viridis
- Погонич жовтоволий, Laterallus flaviventer
- Погонич оливковий, Laterallus melanophaius
- Погонич амазонійський, Laterallus exilis
- Погонич парагвайський, Laterallus xenopterus
- Погонич-пігмей чорний, Coturnicops notatus (H)
- Пастушок венесуельський, Micropygia schomburgkii
- Погонич попелястий, Mustelirallus albicollis
- Пастушок золотодзьобий, Mustelirallus erythrops
- Пастушок строкатий, Pardirallus maculatus
- Пастушок світлогорлий, Pardirallus nigricans (H)
- Пастушок аргентинський, Pardirallus sanguinolentus
- Пастушок гігантський, Aramides ypecaha
- Пастушок сірошиїй, Aramides cajaneus
- Пастушок бурий, Amaurolimnas concolor
- Курочка плямистобока, Porphyriops melanops
- Курочка латиноамериканська, Gallinula galeata
- Лиска червонолоба, Fulica rufifrons
- Лиска рогата, Fulica cornuta
- Лиска гігантська, Fulica gigantea
- Лиска жовтодзьоба, Fulica armillata (H)
- Лиска андійська, Fulica ardesiaca
- Лиска золотолоба, Fulica leucoptera

Родина: Лапчастоногові (Heliornithidae)
- Лапчастоніг неотропічний, Heliornis fulica

## Сивкоподібні(Charadriiformes)
Родина: Сивкові (Charadriidae)
- Pluvialis dominica
- Сивка морська, Pluvialis squatarola (H)
- Хрустан тонкодзьобий, Oreopholus ruficollis
- Чайка каєнська, Vanellus cayanus
- Чайка чилійська, Vanellus chilensis
- Чайка андійська, Vanellus resplendens
- Пісочник крикливий, Charadrius vociferus (H)
- Пісочник канадський, Charadrius semipalmatus (V)
- Пісочник пампасовий, Charadrius collaris
- Пісочник степовий, Charadrius alticola
- Пісочник андійський, Phegornis mitchellii

Родина: Чоботарові (Recurvirostridae)
- Himantopus mexicanus
- Чоботар гірський, Recurvirostra andina

Родина: Баранцеві (Scolopacidae)
- Бартрамія, Bartramia longicauda
- Кульон гудзонський, Numenius hudsonicus (V)
- Грицик канадський, Limosa haemastica
- Крем'яшник звичайний, Arenaria interpres (V)
- Побережник ісландський, Calidris canutus (H)
- Побережник гострохвостий, Calidris acuminata (V)
- Побережник довгоногий, Calidris himantopus
- Побережник білий, Calidris alba (V)
- Побережник канадський, Calidris bairdii
- Побережник-крихітка, Calidris minutilla
- Побережник білогрудий, Calidris fuscicollis
- Жовтоволик, Calidris subruficollis
- Побережник арктичний, Calidris melanotos
- Баранець гірський, Gallinago jamesoni
- Баранець-велетень, Gallinago undulata
- Баранець неотропічний, Gallinago paraguaiae
- Баранець південний, Gallinago magellanica
- Баранець пунанський, Gallinago andina
- Плавунець довгодзьобий, Phalaropus tricolor
- Набережник плямистий, Actitis macularia
- Коловодник малий, Tringa solitaria
- Коловодник строкатий, Tringa melanoleuca
- Коловодник жовтоногий, Tringa flavipes

Родина: Тинокорові (Thinocoridae)
- Атагіс рудочеревий, Attagis gayi
- Тинокор великий, Thinocorus orbignyianus
- Тинокор чилійський, Thinocorus rumicivorus

Родина: Яканові (Jacanidae)
- Якана червонолоба, Jacana jacana

Родина: Мартинові (Laridae)
- Мартин андійський, Chroicocephalus serranus
- Leucophaeus atricilla (V)
- Мартин ставковий, Leucophaeus pipixcan (V)
- Крячок амазонський, Sternula superciliaris
- Крячок великодзьобий, Phaetusa simplex
- Крячок річковий, Sterna hirundo (V)
- Крячок полярний, Sterna paradisaea (H)
- Водоріз американський, Rynchops niger

## Тіганоподібні(Eurypygiformes)
Родина: Тіганові (Eurypygidae)
- Тігана, Eurypyga helias

## Лелекоподібні(Ciconiiformes)
Родина: Лелекові (Ciconiidae)
- Магуарі, Ciconia maguari
- Ябіру неотропічний, Jabiru mycteria
- Міктерія, Mycteria americana

## Сулоподібні(Suliformes)
Родина: Змієшийкові (Anhingidae)
- Змієшийка американська, Anhinga anhinga

Родина: Бакланові (Phalacrocoracidae)
- Баклан бразильський, Phalacrocorax brasilianus

## Пеліканоподібні(Pelecaniformes)
Родина: Чаплеві (Ardeidae)
- Бушля рудошия, Tigrisoma lineatum
- Бушля чорношия, Tigrisoma fasciatum
- Агамія, Agamia agami
- Квак широкодзьобий, Cochlearius cochlearius
- Гова, Zebrilus undulatus
- Бугай строкатий, Botaurus pinnatus
- Бугайчик американський, Ixobrychus exilis
- Бугайчик аргентинський, Ixobrychus involucris
- Квак звичайний, Nycticorax nycticorax
- Чапля мангрова, Butorides striata
- Чапля єгипетська, Bubulcus ibis
- Кокої, Ardea cocoi
- Чепура велика, Ardea alba
- Чапля-свистун, Syrigma sibilatrix
- Чапля неотропічна, Pilherodius pileatus
- Чепура американська, Egretta thula
- Чепура блакитна, Egretta caerulea

Родина: Ібісові (Threskiornithidae)
- Коровайка американська, Plegadis chihi
- Коровайка тонкодзьоба, Plegadis ridgwayi
- Ібіс каєнський, Mesembrinibis cayennensis
- Ібіс чорний, Phimosus infuscatus
- Ібіс блакитний, Theristicus caerulescens
- Ібіс білокрилий, Theristicus caudatus
- Theristicus branickii(інші мови)
- Косар рожевий, Platalea ajaja

## Катартоподібні(Cathartiformes)
Родина: Катартові (Cathartidae)
- Кондор королівський, Sarcoramphus papa
- Кондор андійський, Vultur gryphus
- Урубу, Coragyps atratus
- Катарта червоноголова, Cathartes aura
- Катарта саванова, Cathartes burrovianus
- Катарта лісова, Cathartes melambrotus

## Яструбоподібні(Accipitriformes)
Родина: Скопові (Pandionidae)
- Скопа, Pandion haliaetus

Родина: Яструбові (Accipitridae)
- Шуліка-крихітка, Gampsonyx swainsonii
- Шуліка білохвостий, Elanus leucurus
- Chondrohierax uncinatus(інші мови)
- Шуляк каєнський, Leptodon cayanensis
- Elanoides forficatus(інші мови)
- Гарпія гвіанська, Morphnus guianensis
- Гарпія велика, Harpia harpyja
- Spizaetus tyrannus(інші мови)
- Spizaetus ornatus(інші мови)
- Spizaetus melanoleucus(інші мови)
- Spizaetus isidori(інші мови)
- Канюк-рибалка, Busarellus nigricollis
- Шуліка-слимакоїд червоноокий, Rostrhamus sociabilis
- Helicolestes hamatus(інші мови)
- Harpagus bidentatus(інші мови)
- Harpagus diodon(інші мови)
- Ictinia mississippiensis(інші мови)
- Ictinia plumbea(інші мови)
- Circus cinereus(інші мови)
- Circus buffoni(інші мови)
- Яструб сірочеревий, Accipiter poliogaster
- Яструб-крихітка, Accipiter superciliosus
- Яструб венесуельський, Accipiter collaris
- Яструб неоарктичний, Accipiter striatus
- Яструб неотропічний, Accipiter bicolor
- Geranospiza caerulescens(інші мови)
- Buteogallus schistaceus(інші мови)
- Buteogallus meridionalis(інші мови)
- Buteogallus urubitinga(інші мови)
- Buteogallus solitarius(інші мови)
- Buteogallus coronatus(інші мови)
- Канюк великодзьобий, Rupornis magnirostris
- Канюк пустельний, Parabuteo unicinctus
- Канюк білохвостий, Parabuteo leucorrhous
- Geranoaetus albicaudatus
- Geranoaetus polyosoma(інші мови)
- Агуя, Geranoaetus melanoleucus
- Pseudastur albicollis(інші мови)
- Канюк білобровий, Leucopternis kuhli
- Buteo nitidus(інші мови)
- Канюк ширококрилий, Buteo platypterus
- Buteo albigula(інші мови) (H)
- Buteo brachyurus(інші мови)
- Канюк прерієвий, Buteo swainsoni
- Buteo albonotatus(інші мови)

## Совоподібні(Strigiformes)
Родина: Сипухові (Tytonidae)
- Сипуха, Tyto alba

Родина: Совові (Strigidae)
- Сплюшка білогорла, Megascops albogularis
- Сплюшка неотропічна, Megascops choliba
- Сплюшка андійська, Megascops ingens
- Сплюшка кордильєрська, Megascops marshalli
- Сплюшка аргентинська, Megascops hoyi
- Сплюшка нагірна, Megascops roraimae
- Сплюшка амазонійська, Megascops watsonii
- Сова-рогань бура, Lophostrix cristata
- Сова вохристочерева, Pulsatrix perspicillata
- Сова рудовола, Pulsatrix melanota
- Пугач віргінський, Bubo virginianus
- Сова болівійська, Strix chacoensis
- Сова-лісовик бура, Ciccaba virgata
- Сова-лісовик смугаста, Ciccaba huhula
- Сова-лісовик руда, Ciccaba albitarsis
- Сичик-горобець болівійський, Glaucidium bolivianum
- Сичик-горобець бурий, Glaucidium parkeri
- Сичик-горобець бразильський, Glaucidium hardyi
- Сичик-горобець рудий, Glaucidium brasilianum
- Сич американський, Athene cunicularia
- Сич вохристолобий, Aegolius harrisii
- Сова-крикун, Asio clamator
- Сова темна, Asio stygius
- Сова болотяна, Asio flammeus

## Трогоноподібні(Trogoniformes)
Родина: Трогонові (Trogonidae)
- Квезал червонодзьобий, Pharomachrus pavoninus
- Квезал андійський, Pharomachrus auriceps
- Квезал чубатолобий, Pharomachrus antisianus
- Трогон чорнохвостий, Trogon melanurus
- Трогон синьоволий, Trogon viridis
- Трогон амазонійський, Trogon ramonianus
- Курукуї, Trogon curucui
- Трогон жовтогрудий, Trogon rufus
- Трогон темноволий, Trogon collaris
- Трогон масковий, Trogon personatus

## Сиворакшоподібні(Coraciiformes)
Родина: Момотові (Momotidae)
- Момот широкодзьобий, Electron platyrhynchum
- Момот амазонійський, Baryphthengus martii
- Момот чорнощокий, Momotus momota
- Момот великий, Momotus aequatorialis

Родина: Рибалочкові (Alcedinidae)
- Megaceryle torquatus(інші мови)
- Рибалочка амазонійський, Chloroceryle amazona
- Рибалочка карликовий, Chloroceryle aenea
- Рибалочка зелений, Chloroceryle americana
- Рибалочка рудогрудий, Chloroceryle inda

## Дятлоподібні(Piciformes)
Родина: Якамарові (Galbulidae)
- Якамара-куцохвіст каштанова, Galbalcyrhynchus purusianus
- Якамара білогорла, Brachygalba albogularis
- Якамара бура, Brachygalba lugubris
- Якамара синьоголова, Galbula cyanicollis
- Якамара рудохвоста, Galbula ruficauda
- Якамара синьолоба, Galbula cyanescens
- Якамара білочерева, Galbula leucogastra
- Якамара турмалінова, Galbula dea
- Якамара велика, Jacamerops aureus

Родина: Лінивкові (Bucconidae)
- Лінивка-строкатка білошия, Notharchus hyperrhynchus
- Лінивка-строкатка буровола, Notharchus ordii
- Лінивка-строкатка маскова, Notharchus tectus
- Лінивка довгопала, Bucco macrodactylus
- Лінивка плямистогруда, Bucco tamatia
- Лінивка рудоголова, Bucco capensis
- Лінивка-смугохвіст західна, Nystalus obamais
- Лінивка-смугохвіст білогорла, Nystalus striolatus
- Лінивка-смугохвіст чорнощока, Nystalus chacuru
- Лінивка-смугохвіст чакоанська, Nystalus striatipectus
- Таматія болівійська, Malacoptila semicincta
- Таматія рудошия, Malacoptila rufa
- Таматія андійська, Malacoptila fulvogularis
- Лінивка мала, Micromonacha lanceolata
- Лінивка-коротун сірошия, Nonnula sclateri
- Лінивка-коротун сірощока, Nonnula ruficapilla
- Лінивка-чорнопер червонодзьоба, Monasa nigrifrons
- Лінивка-чорнопер білолоба, Monasa morphoeus
- Лінивка-чорнопер жовтодзьоба, Monasa flavirostris
- Лінивка ластівкова, Chelidoptera tenebrosa

Родина: Бородаткові (Capitonidae)
- Бородатка бурогорла, Capito dayi
- Бородатка золотиста, Capito auratus
- Евбуко золотогорлий, Eubucco richardsoni
- Евбуко перуанський, Eubucco tucinkae
- Евбуко багатобарвний, Eubucco versicolor

Родина: Туканові (Ramphastidae)
- Тукан великий, Ramphastos toco
- Тукан червонодзьобий, Ramphastos tucanus
- Тукан чорнодзьобий, Ramphastos vitellinus
- Тукан білогорлий, Aulacorhynchus albivitta
- Тукан амазонійський, Aulacorhynchus derbianus
- Тукан жовтоокий, Aulacorhynchus coeruleicinctis
- Андигена зеленодзьоба, Andigena cucullata
- Тукан перуанський, Selenidera reinwardtii
- Тукан бразильський, Selenidera gouldii
- Аракарі синьобровий, Pteroglossus inscriptus
- Аракарі каштановошиїй, Pteroglossus castanotis
- Аракарі чорногрудий, Pteroglossus azara
- Аракарі кучерявий, Pteroglossus beauharnaesii
- Аракарі червоношиїй, Pteroglossus bitorquatus

Родина: Дятлові (Picidae)
- Добаш золотолобий, Picumnus aurifrons
- Добаш зебровий, Picumnus cirratus
- Добаш плямистобокий, Picumnus dorbignyanus
- Добаш болівійський, Picumnus albosquamatus
- Добаш чорнолобий, Picumnus fuscus
- Добаш рудогрудий, Picumnus rufiventris
- Гіла біла, Melanerpes candidus
- Melanerpes cruentatus(інші мови)
- Melanerpes cactorum(інші мови)
- Dryobates fumigatus(інші мови)
- Дятел смугастохвостий, Veniliornis mixtus
- Дятел чилійський, Veniliornis lignarius
- Дзьоган малий, Veniliornis passerinus
- Дзьоган болівійський, Veniliornis frontalis
- Дзьоган смугасточеревий, Veniliornis nigriceps
- Дзьоган червонокрилий, Veniliornis affinis
- Campephilus haematogaster
- Campephilus rubricollis(інші мови)
- Campephilus melanoleucos(інші мови)
- Campephilus leucopogon(інші мови)
- Dryocopus lineatus(інші мови)
- Dryocopus schulzi(інші мови)
- Celeus torquatus(інші мови)
- Celeus grammicus(інші мови)
- Celeus flavus(інші мови)
- Celeus spectabilis(інші мови)
- Celeus elegans(інші мови)
- Celeus lugubris(інші мови)
- Дятел-смугань білогорлий, Piculus leucolaemus
- Дятел-смугань жовтогорлий, Piculus flavigula
- Дятел-смугань жовтовусий, Piculus chrysochloros
- Colaptes rubiginosus(інші мови)
- Colaptes rivolii(інші мови)
- Colaptes punctigula(інші мови)
- Colaptes melanochloros(інші мови)
- Colaptes rupicola(інші мови)
- Colaptes campestris(інші мови)

## Каріамоподібні(Cariamiformes)
Родина: Каріамові (Cariamidae)
- Каріама червононога, Cariama cristata
- Каріама чорнонога, Chunga burmeisteri

## Соколоподібні(Falconiformes)
Родина: Соколові (Falconidae)
- Макагуа, Herpetotheres cachinnans
- Рарія бразильська, Micrastur ruficollis
- Рарія венесуельська, Micrastur gilvicollis
- Рарія темнохвоста, Micrastur mintoni
- Рарія білочерева, Micrastur mirandollei
- Рарія білошия, Micrastur semitorquatus
- Сокіл плямистокрилий, Spiziapteryx circumcincta
- Каракара аргентинська, Caracara plancus
- Каракара червоногорла (Ibycter americanus)
- Каракара андійська, Phalcoboenus megalopterus
- Каракара чорна, Daptrius ater
- Хімахіма, Milvago chimachima
- Хіманго, Milvago chimango
- Боривітер американський, Falco sparverius
- Підсоколик смугастогрудий, Falco rufigularis
- Підсоколик рудогрудий, Falco deiroleucus
- Сокіл мексиканський, Falco femoralis
- Сапсан, Falco peregrinus

## Папугоподібні(Psittaciformes)
Родина: Папугові (Psittacidae)
- Папуга синьокрилий, Touit huetii
- Папуга буроголовий, Psilopsiagon aymara
- Папуга гірський, Psilopsiagon aurifrons
- Катіта панамський, Bolborhynchus lineola
- Катіта андійський, Bolborhynchus orbygnesius
- Тепуї перуанський, Nannopsittaca dachilleae
- Калита сіроволий, Myiopsitta monachus
- Тіріка жовтолобий, Brotogeris sanctithomae
- Хірірі, Brotogeris chiriri
- Тіріка синьокрилий, Brotogeris cyanoptera
- Тіріка жовтокрилий, Brotogeris chrysoptera
- Амазон-карлик чорнокрилий, Hapalopsittaca melanotis
- Каїка жовтощокий, Pyrilia barrabandi
- Папуга-червоногуз зеленоголовий, Pionus sordidus
- Папуга-червоногуз зеленощокий, Pionus maximiliani
- Папуга-червоногуз пурпурововолий, Pionus tumultuosus
- Папуга-червоногуз синьоголовий, Pionus menstruus
- Амазон жовточеревий, Alipiopsitta xanthops
- Амазон червонолобий, Amazona festiva (H)
- Амазон тукуманський, Amazona tucumana
- Амазон тринідадський, Amazona ochrocephala
- Амазон синьолобий, Amazona aestiva
- Амазон жовтолобий, Amazona farinosa
- Амазон венесуельський, Amazona amazonica
- Амазон андійський, Amazona mercenarius
- Папуга-горобець темнодзьобий, Forpus modestus
- Папуга-горобець синьокрилий, Forpus xanthopterygius
- Папуга-білочеревець рудоголовий, Pionites leucogaster
- Pionites xanthomerius(інші мови)
- Pionites xanthurus(інші мови)
- Котора болівійський, Pyrrhura devillei
- Котора червоногрудий, Pyrrhura perlata
- Котора зеленощокий, Pyrrhura molinae
- Котора амазонійський, Pyrrhura amazonum
- Котора червонолобий, Pyrrhura roseifrons
- Котора перуанський, Pyrrhura rupicola
- Ара гіацинтовий, Anodorhynchus hyacinthinus
- Аратинга бразильський, Eupsittula aurea
- Аратинга сіроголовий, Aratinga weddellii
- Нандая, Aratinga nenday
- Ара жовтощокий, Orthopsittaca manilatus
- Маракана червоночеревий, Primolius maracana
- Маракана гірський, Primolius couloni
- Маракана жовтошиїй, Primolius auricollis
- Араурана, Ara ararauna
- Ара синьогорлий, Ara glaucogularis (E)
- Ара синьокрилий, Ara severus
- Ара червонолобий, Ara rubrogenys (E)
- Ара зелений, Ara militaris
- Араканга, Ara macao
- Ара червоно-зелений, Ara chloropterus
- Аратинга синьолобий, Thectocercus acuticaudatus
- Ара червоноплечий, Diopsittaca nobilis
- Аратинга червонощокий, Psittacara mitratus
- Аратинга венесуельський, Psittacara leucophthalmus

## Горобцеподібні(Passeriformes)
Родина: Сорокушові (Thamnophilidae)
- Мурахолюб жовточеревий, Euchrepomis humeralis
- Мурахолюб жовтогузий, Euchrepomis sharpei
- Колючник смугастий, Cymbilaimus lineatus
- Колючник чубатий, Cymbilaimus sanctaemariae
- Батара, Batara cinerea
- Кущівник-чубань західний, Frederickena unduliger
- Тараба, Taraba major
- Сорокуш смугастий, Thamnophilus doliatus
- Сорокуш рудоголовий, Thamnophilus ruficapillus
- Сорокуш бразильський, Thamnophilus torquatus
- Сорокуш рудоспинний, Thamnophilus palliatus
- Сорокуш чорноголовий, Thamnophilus schistaceus
- Сорокуш сріблястий, Thamnophilus murinus
- Сорокуш світлогорлий, Thamnophilus stictocephalus
- Сорокуш болівійський, Thamnophilus sticturus
- Сорокуш сірий, Thamnophilus caerulescens
- Сорокуш білоплечий, Thamnophilus aethiops
- Сорокуш нагірний, Thamnophilus aroyae
- Сорокуш амазонійський, Thamnophilus amazonicus
- Кущівник перуанський, Thamnistes rufescens
- Батарито лісовий, Dysithamnus mentalis
- Кущівник сірий, Thamnomanes ardesiacus
- Кущівник чорногорлий, Thamnomanes saturninus
- Кущівник шиферний, Thamnomanes caesius
- Кущівник західний, Thamnomanes schistogynus
- Кадук плямистохвостий, Isleria hauxwelli
- Кущівник-тонкодзьоб, Pygiptila stellaris
- Кадук білоокий, Epinecrophylla leucophthalma
- Epinecrophylla amazonica
- Кадук чорногорлий, Epinecrophylla ornata
- Кадук карликовий, Myrmotherula brachyura
- Кадук жовточеревий, Myrmotherula sclateri
- Кадук чагарниковий, Myrmotherula multostriata
- Кадук строкатий, Myrmotherula longicauda
- Кадук білобокий, Myrmotherula axillaris
- Кадук амазонійський, Myrmotherula longipennis
- Кадук бразильський, Myrmotherula iheringi
- Кадук лапаський, Myrmotherula grisea
- Кадук сивий, Myrmotherula menetriesii
- Кадук сірий, Myrmotherula assimilis
- Кадук жовтосмугий, Dichrozona cincta
- Кадук світлобровий, Myrmorchilus strigilatus
- Каатинга чорноголова, Herpsilochmus atricapillus
- Каатинга великодзьоба, Herpsilochmus longirostris
- Каатинга жовтовола, Herpsilochmus axillaris
- Herpsilochmus frater
- Каатинга плямистокрила, Microrhopias quixensis
- Рестинга бура, Formicivora grisea
- Рестинга чорночерева, Formicivora melanogaster
- Рестинга руда, Formicivora rufa
- Тілугі строкатоголовий, Drymophila devillei
- Тілугі андійський, Drymophila striaticeps
- Мурав'янка-прудкокрил перуанська, Hypocnemis peruviana
- Мурав'янка-прудкокрил жовтовола, Hypocnemis subflava
- Мурав'янка-прудкокрил рондонійська, Hypocnemis ochrogyna
- Ману чорний, Cercomacroides serva
- Ману темний, Cercomacroides nigrescens
- Ману береговий, Cercomacroides fuscicauda
- Ману перуанський, Cercomacra manu
- Ману сірий, Cercomacra cinerascens
- Ману південний, Cercomacra melanaria
- Pyriglena maura
- Гормігуеро білобровий, Myrmoborus leucophrys
- Гормігуеро чорнощокий, Myrmoborus myotherinus
- Аляпі чубатий, Myrmoborus lophotes
- Мурав'янка-струмовик південна, Hypocnemoides maculicauda
- Myrmochanes hemileucus
- Аляпі сріблястий, Sclateria naevia
- Покривник червоноокий, Percnostola goeldii
- Покривник темний, Percnostola fortis
- Покривник амазонійський, Myrmelastes hyperythrus
- Аляпі плямистокрилий, Myrmelastes leucostigma
- Аляпі гумаїтський, Myrmelastes humaythae
- Аляпі перуанський, Myrmelastes brunneiceps
- Покривник бурохвостий, Sciaphylax hemimelaena
- Покривник чорногорлий, Myrmophylax atrothorax
- Мурав'янка сиза, Oneillornis salvini
- Окулярек волосочубий, Rhegmatorhina melanosticta
- Мурав'янка-куцохвіст гвіанська, Hylophylax naevius
- Мурав'янка-куцохвіст цяткована, Hylophylax punctulatus
- Мурав'янка-куцохвіст велика, Willisornis poecilinotus
- Рудоок плямистий, Phlegopsis nigromaculata
- Рудоок чорний, Phlegopsis erythroptera

Родина: Melanopareiidae
- Тапакуло північний, Melanopareia torquata
- Тапакуло південний, Melanopareia maximiliani

Родина: Гусеницеїдові (Conopophagidae)
- Гусеницеїд сірошиїй, Conopophaga peruviana
- Гусеницеїд сіроволий, Conopophaga ardesiaca

Родина: Grallariidae
- Мурашниця смугаста, Grallaria squamigera
- Мурашниця гватемальська, Grallaria guatimalensis
- Мурашниця перуанська, Grallaria andicolus
- Мурашниця білогорла, Grallaria albigula
- Мурашниця руда, Grallaria rufula
- Grallaria sinaensis
- Мурашниця рудощока, Grallaria erythrotis
- Мурашниця болівійська, Hylopezus auricularis (E)
- Мурашниця амазонійська, Hylopezus berlepschi
- Торорої малий, Myrmothera campanisona
- Понгіто мінливобарвний, Grallaricula flavirostris  NT
- Понгіто гірський, Grallaricula leymebambae

Родина: Галітові (Rhinocryptidae)
- Тапакуло каштановий, Liosceles thoracicus
- Галіто чубатий, Rhinocrypta lanceolata
- Тапакуло таріянський, Scytalopus zimmeri
- Тапакуло захмарний, Scytalopus simonsi
- Тапакуло діадемовий, Scytalopus schulenbergi
- Тапакуло каштановочеревий, Scytalopus parvirostris
- Тапакуло болівійський, Scytalopus bolivianus

Родина: Мурахоловові (Formicariidae)
- Мурахолов рудоголовий, Formicarius colma
- Мурахолов рудошиїй, Formicarius analis
- Мурахолов рудолобий, Formicarius rufifrons
- Товака бурогуза, Chamaeza campanisona
- Товака велика, Chamaeza nobilis
- Товака смугаста, Chamaeza mollissima

Родина: Горнерові (Furnariidae)
- Листовик бурий, Sclerurus obscurior
- Листовик короткодзьобий, Sclerurus rufigularis
- Листовик білогорлий, Sclerurus caudacutus
- Листовик сірогорлий, Sclerurus albigularis
- Землекоп тонкодзьобий, Geositta tenuirostris
- Землекоп світлочеревий, Geositta cunicularia
- Землекоп андійський, Geositta punensis
- Землекоп бразильський, Geositta poeciloptera
- Землекоп рудохвостий, Geositta rufipennis
- Дереволаз оливковий, Sittasomus griseicapillus
- Дереволаз-довгохвіст великий, Deconychura longicauda
- Грімпар великий, Dendrocincla tyrannina
- Грімпар білогорлий, Dendrocincla merula
- Грімпар сірощокий, Dendrocincla fuliginosa
- Дереволаз-долотодзьоб, Glyphorynchus spirurus
- Дереволаз світлодзьобий, Dendrexetastes rufigula
- Дереволаз білогорлий, Nasica longirostris
- Дереволаз підкоришниковий, Dendrocolaptes certhia
- Дереволаз строкатощокий, Dendrocolaptes picumnus
- Дереволаз-червонодзьоб смугасточеревий, Hylexetastes stresemanni
- Дереволаз-червонодзьоб бразильський, Hylexetastes uniformis
- Дереволаз-міцнодзьоб середній, Xiphocolaptes promeropirhynchus
- Дереволаз-міцнодзьоб великий, Xiphocolaptes major
- Кокоа смугастошиїй, Xiphorhynchus obsoletus
- Кокоа колумбійський, Xiphorhynchus ocellatus
- Кокоа плямистоголовий, Xiphorhynchus chunchotambo
- Кокоа західний, Xiphorhynchus elegans
- Кокоа жовтогорлий, Xiphorhynchus guttatus
- Кокоа андійський, Xiphorhynchus triangularis
- Кокоа світлодзьобий, Dendroplex picus
- Дереволаз-серподзьоб середній, Campylorhamphus trochilirostris
- Дереволаз-шабледзьоб, Drymornis bridgesii
- Дереволаз вузькодзьобий, Lepidocolaptes angustirostris
- Дереволаз гірський, Lepidocolaptes lacrymiger
- Дереволаз інамбарійський, Lepidocolaptes fatimalimae
- Дереволаз смугастий, Lepidocolaptes fuscicapillus
- Піколезна тонкодзьоба, Xenops tenuirostris
- Піколезна мала, Xenops minutus
- Піколезна руда, Xenops rutilans
- Пальмолаз, Berlepschia rikeri
- Піколезна рудохвоста, Microxenops milleri
- Землелаз скельний, Ochetorhynchus andaecola
- Землелаз рудохвостий, Ochetorhynchus ruficaudus
- Pseudocolaptes boissonneautii(інші мови)
- Землелаз болівійський, Tarphonomus harterti
- Землелаз аргентинський, Tarphonomus certhioides
- Furnarius leucopus(інші мови)
- Горнеро рудий, Furnarius rufus
- Горнеро чубатий, Furnarius cristatus
- Потічник, Lochmias nematura
- Ротакоа, Phleocryptes melanops
- Землелаз довгодзьобий, Upucerthia dumetaria
- Землелаз світлочеревий, Upucerthia validirostris
- Трясохвіст гірський, Cinclodes albiventris
- Трясохвіст бурочеревий, Cinclodes aricomae
- Трясохвіст білокрилий, Cinclodes atacamensis
- Філідор-великодзьоб бурий, Anabazenops dorsalis
- Філідор рудогузий, Philydor erythrocercum
- Філідор рудочеревий, Philydor pyrrhodes
- Тікотіко гірський, Anabacerthia striaticollis
- Філідор рудохвостий, Anabacerthia ruficaudata
- Філідор білогорлий, Syndactyla rufosuperciliata
- Анабат перуанський, Syndactyla ucayalae
- Анабат болівійський, Syndactyla striata
- Тікотіко смугастобокий, Ancistrops strigilatus
- Філідор золотолобий, Dendroma rufa
- Філідор іржастокрилий, Dendroma erythroptera
- Філідор-лісовик іржастий, Clibanornis rubiginosus
- Птах-гончар перуанський, Thripadectes scrutator
- Птах-гончар смугастий, Thripadectes holostictus
- Філідор-лісовик рудочеревий, Automolus rufipileatus
- Філідор-лісовик червоноокий, Automolus melanopezus
- Філідор-лісовик вохристогорлий, Automolus ochrolaemus
- Філідор рископерий, Automolus subulatus
- Філідор-лісовик бурочеревий, Automolus infuscatus
- Гострохвіст рудогорлий, Premnoplex brunnescens
- Щетинкохвіст перлистий, Margarornis squamiger
- Сікора руда, Sylviorthorhynchus yanacensis
- Сікора бура, Leptasthenura fuliginiceps
- Сікора вохристочерева, Leptasthenura aegithaloides
- Сікора андійська, Leptasthenura andicola
- М'якохвіст рудолобий, Phacellodomus rufifrons
- М'якохвіст світлочеревий, Phacellodomus striaticeps
- М'якохвіст малий, Phacellodomus sibilatrix
- М'якохвіст перлистоволий, Phacellodomus maculipectus
- М'якохвіст великий, Phacellodomus ruber
- Анумбі чубатий, Coryphistera alaudina
- Канастеро білочеревий, Asthenes dorbignyi
- Канастеро темнокрилий, Asthenes arequipae
- Канастеро консатський, Asthenes berlepschi (E)
- Канастеро короткодзьобий, Asthenes baeri
- Канастеро білобровий, Asthenes urubambensis
- Канастеро смугастохвостий, Asthenes maculicauda
- Канастеро скельний, Asthenes wyatti
- Канастеро рудокрилий, Asthenes sclateri
- Канастеро строкатогорлий, Asthenes humilis
- Канастеро андійський, Asthenes modesta
- Канастеро малий, Asthenes pyrrholeuca
- Корпуана чорногорла, Asthenes harterti (E)
- Корпуана плямостощока, Asthenes helleri
- Канастеро болівійський, Asthenes heterura
- Жовтощок, Metopothrix aurantiaca
- Кошикороб мінливий, Thripophaga fusciceps
- Курутія білоголова, Cranioleuca albiceps
- Курутія рудоспинна, Cranioleuca vulpina
- Курутія світлощока, Cranioleuca vulpecula
- Курутія білоброва, Cranioleuca pyrrhophia
- Курутія болівійська, Cranioleuca henricae (E)
- Курутія сіроброва, Cranioleuca curtata
- Курутія амазонійська, Cranioleuca gutturata
- Качолота сірочуба, Pseudoseisura unirufa
- Качолота чорночуба, Pseudoseisura lophotes
- Мочарник жовтогорлий, Certhiaxis cinnamomeus
- Пію білочеревий, Mazaria propinqua
- Периліо, Schoeniophylax phryganophilus
- Пію вохристощокий, Synallaxis scutata
- Пію гайовий, Synallaxis frontalis
- Пію андійський, Synallaxis azarae
- Пію блідий, Synallaxis albescens
- Пію темноволий, Synallaxis albigularis
- Пію бразильський, Synallaxis hypospodia
- Пію темногузий, Synallaxis rutilans
- Пію рудогорлий, Synallaxis cherriei
- Пію масковий, Synallaxis cabanisi
- Пію гаянський, Synallaxis gujanensis
- Пію вохристогрудий, Synallaxis albilora

Родина: Манакінові (Pipridae)
- Манакін-стрибун карликовий, Tyranneutes stolzmanni
- Манакін-вертун білочеревий, Neopelma pallescens
- Манакін-вертун жовточеревий, Neopelma sulphureiventer
- Манакін перуанський, Chloropipo unicolor
- Манакін малиновоголовий, Antilophia galeata
- Манакін-червононіг гвіанський, Chiroxiphia pareola
- Манакін-червононіг перуанський, Chiroxiphia boliviana
- Манакін чорний, Xenopipo atronitens
- Салтарин синьоголовий, Lepidothrix coronata
- Салтарин білогузий, Lepidothrix nattereri
- Манакін вогнистоголовий, Heterocercus linteatus
- Манакін-короткокрил білочеревий, Manacus manacus
- Манакін смугохвостий, Pipra fasciicauda
- Манакінчик пломенистий, Machaeropterus pyrocephalus
- Манакін червоноголовий, Ceratopipra rubrocapilla
- Манакін широкохвостий, Ceratopipra chloromeros

Родина: Котингові (Cotingidae)
- Плодоїд смугохвостий, Pipreola intermedia
- Плодоїд смугастий, Pipreola arcuata
- Плодоїд червоноволий, Pipreola frontalis
- Плодоїд строкатий, Ampelioides tschudii
- Рара червоновола, Phytotoma rutila
- Котинга болівійська, Phibalura boliviana
- Андець чорний, Ampelion rubrocristatus
- Андець рудочубий, Ampelion rufaxilla
- Гребенечуб андійський, Rupicola peruvianus
- Плодоїд пурпуровий, Querula purpurata
- Красочуб білоокий, Cephalopterus ornatus
- Котинга жовтоока, Cotinga maynana
- Котинга бірюзова, Cotinga cayana
- Пига гаянська, Lipaugus vociferans
- Пига рудогуза, Lipaugus uropygialis
- Котинга білочерева, Porphyrolaema porphyrolaema (H)
- Котинга-білокрил амарантова, Xipholena punicea
- Плодоїд голошиїй, Gymnoderus foetidus
- Котинга чорнощока, Conioptilon mcilhennyi

Родина: Бекардові (Tityridae)
- Бекарда чорноголова, Tityra inquisitor
- Бекарда велика, Tityra cayana
- Бекарда маскова, Tityra semifasciata
- Манакін-свистун рудий, Schiffornis major
- Манакін-свистун бурий, Schiffornis turdina
- Аулія сіра, Laniocera hypopyrra
- Котингіта білоброва, Iodopleura isabellae
- Котингіта андійська, Laniisoma buckleyi
- Бекард білоголовий, Xenopsaris albinucha
- Бекард зелений, Pachyramphus viridis
- Бекард смугастий, Pachyramphus versicolor
- Бекард каштановий, Pachyramphus castaneus
- Бекард рябокрилий, Pachyramphus polychopterus
- Бекард чорноголовий, Pachyramphus marginatus
- Бекард рожевогорлий, Pachyramphus minor
- Бекард чубатий, Pachyramphus validus
- Пікоагудо, Oxyruncus cristatus
- Мухоїд королівський, Onychorhynchus coronatus
- Москверито рудохвостий, Terenotriccus erythrurus
- Тиранка рудовола, Myiobius villosus
- Тиранка жовтогуза, Myiobius barbatus

Родина: Тиранові (Tyrannidae)
- Ірличок оливковий, Piprites chloris
- Москверито рудий, Neopipo cinnamomea
- Лопатодзьоб білогорлий, Platyrinchus mystaceus
- Лопатодзьоб золотоголовий, Platyrinchus coronatus
- Лопатодзьоб білоголовий, Platyrinchus platyrhynchos
- Каполего рудолобий, Pseudotriccus simplex
- Каполего рудоголовий, Pseudotriccus ruficeps
- Тиран-щебетун північний, Corythopis torquatus
- Тиран-щебетун південний, Corythopis delalandi
- Ореджеріто зеленоволий, Pogonotriccus ophthalmicus
- Ореджеріто білокрилий, Pogonotriccus orbitalis
- Тиранчик оливкововолий, Phylloscartes ventralis
- Тиранчик рудощокий, Phylloscartes parkeri
- Тиранчик-мухолюб гострокрилий, Mionectes striaticollis
- Тиранчик-мухолюб оливковий, Mionectes olivaceus
- Тиранчик-мухолюб вохристий, Mionectes oleagineus
- Тиранчик-мухолюб рудогузий, Mionectes macconnelli
- Тиран-інка буроголовий, Leptopogon amaurocephalus
- Тиран-інка андійський, Leptopogon superciliaris
- Мухоїд великий, Cnipodectes subbrunneus
- Мухоїд рудий, Cnipodectes superrufus
- Пікоплано оливковий, Rhynchocyclus olivaceus
- Пікоплано рудий, Rhynchocyclus fulvipectus
- Мухоїд світлогорлий, Tolmomyias sulphurescens
- Мухоїд оливковолий, Tolmomyias assimilis
- Мухоїд сіроголовий, Tolmomyias poliocephalus
- Мухоїд жовтий, Tolmomyias flaviventris
- Мухоїд прибережний, Tolmomyias viridiceps
- Аруна білогруда, Myiornis albiventris
- Аруна короткохвоста, Myiornis ecaudatus
- Тиранчик-чубань бразильський, Lophotriccus eulophotes
- Тітіріджі амазонійський, Hemitriccus minor
- Тітіріджі болівійський, Hemitriccus spodiops
- Тітіріджі вохристий, Hemitriccus flammulatus
- Тітіріджі блідий, Hemitriccus griseipectus
- Тітіріджі жовточеревий, Hemitriccus iohannis
- Тітіріджі рябогорлий, Hemitriccus striaticollis
- Тітіріджі білочеревий, Hemitriccus margaritaceiventer
- Тітіріджі малий, Hemitriccus minimus
- Тітіріджі чорногорлий, Hemitriccus granadensis
- Тітіріджі андійський, Hemitriccus rufigularis
- Мухолов чорнокрилий, Poecilotriccus albifacies
- Мухолов рудогорлий, Poecilotriccus plumbeiceps
- Мухолов рудолобий, Poecilotriccus latirostris
- Мухолов-клинодзьоб плямистий, Todirostrum maculatum
- Мухолов-клинодзьоб сірий, Todirostrum cinereum
- Мухолов-клинодзьоб жовтобровий, Todirostrum chrysocrotaphum
- Курета золотовола, Nephelomyias pulcher (H)
- Курета жовтогорла, Nephelomyias ochraceiventris
- Hirundinea ferruginea(інші мови)
- Біро коричневий, Pyrrhomyias cinnamomeus
- Тиран-малюк болівійський, Zimmerius bolivianus
- Тиран-малюк червонодзьобий, Zimmerius cinereicapilla
- Тиран-малюк елегантний, Zimmerius gracilipes
- Каландрита велика, Stigmatura budytoides
- Інезія сіроголова, Inezia inornata
- Інезія буроголова, Inezia subflava
- Тиранчик-рудь білочеревий, Euscarthmus meloryphus
- Тиранчик-рудь білогорлий, Euscarthmus rufomarginatus
- Тиран-карлик амазонійський, Ornithion inerme
- Тиранчик-тонкодзьоб південний, Camptostoma obsoletum
- Еленія жовточерева, Elaenia flavogaster
- Еленія сіровола, Elaenia spectabilis
- Еленія білочуба, Elaenia albiceps
- Еленія чилійська, Elaenia chilensis
- Еленія короткодзьоба, Elaenia parvirostris
- Еленія сіра, Elaenia strepera
- Еленія рогата, Elaenia gigas
- Еленія бура, Elaenia pelzelni
- Еленія чубата, Elaenia cristata
- Еленія мала, Elaenia chiriquensis
- Еленія темна, Elaenia obscura
- Еленія андійська, Elaenia pallatangae
- Тиран жовтоголовий, Tyrannulus elatus
- Тиранець лісовий, Myiopagis gaimardii
- Тиранець сірий, Myiopagis caniceps
- Тиранець зелений, Myiopagis viridicata
- Suiriri suiriri(інші мови)
- Тиранчик жовтий, Capsiempis flaveola
- Тиран-крихітка сірощокий, Phyllomyias burmeisteri
- Тиран-крихітка болівійський, Phyllomyias sclateri
- Тиран-крихітка юнгаський, Phyllomyias weedeni
- Тиран-крихітка світлогорлий, Phyllomyias fasciatus
- Тиран-крихітка золотогузий, Phyllomyias uropygialis
- Тиранчик бурий, Phaeomyias murina
- Тиранчик-довгохвіст болівійський, Mecocerculus hellmayri
- Тиранчик-довгохвіст колумбійський, Mecocerculus stictopterus
- Тиранчик-довгохвіст білогорлий, Mecocerculus leucophrys
- Торилон перуанський, Anairetes alpinus
- Торилон жовтодзьобий, Anairetes flavirostris
- Торилон жовтоокий, Anairetes parulus
- Тачурі-сірочуб темногорлий, Polystictus pectoralis
- Тиранчик гострохвостий, Culicivora caudacuta
- Дорадито чубатий, Pseudocolopteryx sclateri
- Дорадито андійський, Pseudocolopteryx acutipennis
- Дорадито аргентинський, Pseudocolopteryx dinelliana
- Дорадито цитриновий, Pseudocolopteryx citreola
- Тираник сірий, Serpophaga cinerea
- Тираник річковий, Serpophaga hypoleuca
- Тираник темний, Serpophaga nigricans
- Тираник сіроголовий, Serpophaga subcristata
- Тираник білочеревий, Serpophaga munda
- Тираник аргентинський, Serpophaga griseicapilla
- Атіла південний, Attila phoenicurus
- Атіла амазонійський, Attila cinnamomeus
- Атіла жовточеревий, Attila citriniventris
- Атіла білоокий, Attila bolivianus
- Атіла золотогузий, Attila spadiceus
- Тиран-розбійник, Legatus leucophaius
- Тиран-плоскодзьоб малий, Ramphotrigon megacephalum
- Тиран-плоскодзьоб рудохвостий, Ramphotrigon ruficauda
- Тиран-плоскодзьоб темнохвостий, Ramphotrigon fuscicauda
- Pitangus sulphuratus(інші мови)
- Пітанга мала, Philohydor lictor
- Пікабуї, Machetornis rixosa
- Tyrannopsis sulphurea(інші мови)
- Пітанга-великодзьоб, Megarynchus pitangua
- Тиран смугастоволий, Myiodynastes chrysocephalus
- Тиран жовточеревий, Myiodynastes luteiventris
- Тиран смугастий, Myiodynastes maculatus
- Бієнтевіо рудокрилий, Myiozetetes cayanensis
- Бієнтевіо червоноголовий, Myiozetetes similis
- Бієнтевіо сіроголовий, Myiozetetes granadensis
- Бієнтевіо малий, Myiozetetes luteiventris
- Конопа жовтогорла, Conopias parvus (H)
- Конопа оливкова, Conopias trivirgatus
- Конопа жовтоброва, Conopias cinchoneti (H)
- Empidonomus varius(інші мови)
- Туквіто чорноголовий, Griseotyrannus aurantioatrocristatus
- Тиран білогорлий, Tyrannus albogularis
- Тиран тропічний, Tyrannus melancholicus
- Тиран вилохвостий, Tyrannus savana
- Тиран королівський, Tyrannus tyrannus
- Планідера сіра, Rhytipterna simplex
- Планідера світлочерева, Rhytipterna immunda
- Іржавець західний, Casiornis rufus
- Тиран-свистун білогузий, Sirystes albocinereus
- Тиран-свистун чорноголовий, Sirystes sibilator
- Копетон темноголовий, Myiarchus tuberculifer
- Копетон неотропічний, Myiarchus swainsoni
- Копетон чорнодзьобий, Myiarchus ferox
- Копетон андійський, Myiarchus cephalotes
- Копетон блідий, Myiarchus tyrannulus
- Colonia colonus(інші мови)
- Курета болівійська, Myiophobus inornatus
- Курета руда, Myiophobus roraimae (H)
- Курета іржаста, Myiophobus fasciatus
- Пітайо гірський, Silvicultrix spodionota
- Пітайо сірочеревий, Silvicultrix frontalis
- Пітайо золотобровий, Silvicultrix pulchella
- Пітайо каштановолий, Ochthoeca thoracica
- Пітайо рудоволий, Ochthoeca rufipectoralis
- Пітайо іржастий, Ochthoeca fumicolor
- Пітайо скельний, Ochthoeca oenanthoides
- Пітайо білобровий, Ochthoeca leucophrys
- Guyramemua affinis(інші мови)
- Тиранчик-короткодзьоб амазонійський, Sublegatus obscurior
- Тиранчик-короткодзьоб південний, Sublegatus modestus
- Pyrocephalus rubinus(інші мови)
- Віюдита чорноспинна, Fluvicola albiventer
- Віюдита білоголова, Arundinicola leucocephala
- Ятапа-стернохвіст, Gubernetes yetapa
- Alectrurus tricolor(інші мови)
- Негрито патагонський, Lessonia rufa
- Негрито андійський, Lessonia oreas
- Смолик, Hymenops perspicillatus
- Ада рудохвостий, Knipolegus poecilurus
- Ада сірий, Knipolegus cabanisi
- Ада бурий, Knipolegus striaticeps
- Ада білокрилий, Knipolegus aterrimus
- Ада аргентинський, Knipolegus hudsoni
- Сатрапа, Satrapa icterophrys
- Muscisaxicola fluviatilis(інші мови)
- Дормілон плямистодзьобий, Muscisaxicola maculirostris
- Дормілон попелястий, Muscisaxicola griseus
- Дормілон рудоголовий, Muscisaxicola juninensis
- Дормілон сірий, Muscisaxicola cinereus
- Дормілон білолобий, Muscisaxicola albifrons
- Дормілон жовтоголовий, Muscisaxicola flavinucha
- Дормілон блідий, Muscisaxicola rufivertex
- Дормілон білобровий, Muscisaxicola albilora
- Дормілон рудочеревий, Muscisaxicola capistratus
- Дормілон чорнолобий, Muscisaxicola frontalis
- Кіптявник сивоголовий, Cnemarchus erythropygius
- Монжита високогірна, Cnemarchus rufipennis
- Xolmis velatus(інші мови)
- Xolmis irupero
- Монжита чорновуса, Nengetus cinereus
- Монжита чорноголова, Neoxolmis coronatus
- Гохо гірський, Agriornis montanus
- Гохо білохвостий, Agriornis albicauda
- Гохо світлочеревий, Agriornis micropterus
- Гохо малий, Agriornis murinus
- Кіптявник смугастогорлий, Myiotheretes striaticollis
- Кіптявник рудий, Myiotheretes fuscorufus
- Пітайо річковий, Ochthornis littoralis
- Москверо бурий, Cnemotriccus fuscatus
- Москверо бронзовий, Lathrotriccus euleri
- Монудо оливковий, Mitrephanes olivaceus
- Sayornis nigricans(інші мови)
- Піві-малюк вільховий, Empidonax alnorum
- Піві північний, Contopus cooperi
- Піві сивий, Contopus fumigatus
- Піві бурий, Contopus sordidulus
- Піві лісовий, Contopus virens
- Піві сірий, Contopus cinereus
- Тачурі, Tachuris rubrigastra

Родина: Віреонові (Vireonidae)
- Віреон рудобровий, Cyclarhis gujanensis
- Віреончик сіроокий, Hylophilus amaurocephalus (H)
- Віреончик рудоголовий, Hylophilus poicilotis
- Віреончик гвіанський, Hylophilus pectoralis
- Віреончик сірошиїй, Hylophilus semicinereus
- Віреончик жовтоволий, Hylophilus thoracicus
- Віреон сіроголовий, Vireolanius leucotis
- Віреончик рудолобий, Tunchiornis ochraceiceps
- Віреончик вохристий, Pachysylvia hypoxantha
- Віреончик вохристощокий, Pachysylvia muscicapina
- Віреон андійський, Vireo leucophrys
- Віреон білобровий, Vireo chivi
- Віреон червоноокий, Vireo olivaceus
- Віреон білочеревий, Vireo flavoviridis

Родина: Воронові (Corvidae)
- Гагер масковий, Cyanolyca viridicyanus
- Пая гіацинтова, Cyanocorax violaceus
- Пая пурпурова, Cyanocorax cyanomelas
- Пая бразильська, Cyanocorax cristatellus
- Пая круглочуба, Cyanocorax chrysops
- Пая зелена, Cyanocorax yncas

Родина: Ластівкові (Hirundinidae)
- Ластовиця патагонська, Pygochelidon cyanoleuca
- Ластівка чорношия, Pygochelidon melanoleuca (H)
- Ластівка рудоголова, Alopochelidon fucata
- Ластовиця бурочерева, Orochelidon murina
- Ластовиця рудогорла, Orochelidon flavipes
- Ясківка андійська, Orochelidon andecola
- Ластівка білосмуга, Atticora fasciata
- Ластівка карликова, Atticora tibialis
- Ластівка пампасова, Stelgidopteryx ruficollis
- Щурик бурий, Progne tapera
- Щурик пурпуровий, Progne subis
- Щурик сірогорлий, Progne chalybea
- Щурик південний, Progne elegans
- Білозорка білокрила, Tachycineta albiventer
- Білозорка лазурова, Tachycineta leucorrhoa
- Білозорка чилійська, Tachycineta leucopyga (V)
- Ластівка берегова, Riparia riparia
- Ластівка сільська, Hirundo rustica
- Ясківка білолоба, Petrochelidon pyrrhonota

Родина: Воловоочкові (Troglodytidae)
- Шпалюшок амазонійський, Microcerculus marginatus
- Царик сизий, Odontorchilus branickii
- Царик сірий, Odontorchilus cinereus
- Волоочко співоче, Troglodytes aedon
- Волоочко гірське, Troglodytes solstitialis
- Овад річковий, Cistothorus platensis
- Різжак дроздовий, Campylorhynchus turdinus
- Поплітник вусатий, Pheugopedius genibarbis
- Поплітник амазонійський, Cantorchilus leucotis
- Поплітник болівійський, Cantorchilus guarayanus
- Каштанник бурий, Cinnycerthia fulva
- Тріщук сіроволий, Henicorhina leucophrys
- Тріскопліт андійський, Cyphorhinus thoracicus
- Тріскопліт рудолобий, Cyphorhinus arada

Родина: Комароловкові (Polioptilidae)
- Комароловка рудощока, Microbates cinereiventris
- Комароловка довгодзьоба, Ramphocaenus melanurus
- Комароловка бамбукова, Ramphocaenus sticturus
- Комароловка маскова, Polioptila dumicola

Родина: Donacobiidae
- Мімик, Donacobius atricapilla

Родина: Пронуркові (Cinclidae)
- Пронурок білоголовий, Cinclus leucocephalus
- Пронурок рудогорлий, Cinclus schulzii

Родина: Дроздові (Turdidae)
- Солітаріо андійський, Myadestes ralloides
- Дрізд-короткодзьоб сірий, Catharus fuscater
- Дрізд-короткодзьоб андійський, Catharus maculatus
- Дрізд-короткодзьоб бурий, Catharus fuscescens
- Дрізд-короткодзьоб Свенсона, Catharus ustulatus
- Кларіно рудий, Entomodestes leucotis
- Дроздик світлоокий, Turdus leucops
- Дрізд світлогрудий, Turdus leucomelas
- Дрізд амазонійський, Turdus hauxwelli
- Дрізд рудочеревий, Turdus rufiventris
- Дрізд болівійський, Turdus haplochrous (E)
- Дрізд брунатний, Turdus lawrencii
- Дрізд кремововолий, Turdus amaurochalinus
- Дрізд чорнодзьобий, Turdus ignobilis
- Дрізд аргентинський, Turdus nigriceps
- Дрізд великий, Turdus fuscater
- Дрізд рудий, Turdus fumigatus
- Хігуанко, Turdus chiguanco
- Дрізд андійський, Turdus serranus
- Дрізд білосмугий, Turdus albicollis

Родина: Пересмішникові (Mimidae)
- Пересмішник патагонський, Mimus patagonicus (H)
- Пересмішник білобровий, Mimus saturninus
- Пересмішник білокрилий, Mimus triurus
- Пересмішник рудий, Mimus dorsalis

Родина: Горобцеві (Passeridae)
- Горобець хатній, Passer domesticus (I)

Родина: Плискові (Motacillidae)
- Щеврик пампасовий, Anthus chii
- Щеврик пунанський, Anthus brevirostris
- Щеврик патагонський, Anthus correndera
- Щеврик бурохвостий, Anthus hellmayri
- Щеврик андійський, Anthus bogotensis

Родина: В'юркові (Fringillidae)
- Чиж товстодзьобий, Spinus crassirostris
- Spinus magellanicus(інші мови)
- Чиж оливковий, Spinus olivaceus
- Чиж жовточеревий, Spinus xanthogastrus
- Чиж чорний, Spinus atratus
- Чиж жовтогузий, Spinus uropygialis
- Гутурама темнощока, Chlorophonia cyanocephala
- Органіст синьошиїй, Chlorophonia cyanea
- Гутурама пурпуровоголова, Euphonia chlorotica
- Гутурама світлогорла, Euphonia chrysopasta
- Гутурама білогуза, Euphonia minuta
- Гутурама західна, Euphonia laniirostris
- Гутурама золотолоба, Euphonia xanthogaster
- Гутурама зелена, Euphonia mesochrysa
- Гутурама рудочерева, Euphonia rufiventris

Родина: Passerellidae
- Зеленник короткодзьобий, Chlorospingus parvirostris
- Зеленник мінливобарвний, Chlorospingus flavopectus
- Rhynchospiza dabennei
- Чінголо строкатоголовий, Rhynchospiza strigiceps
- Багновець південний, Ammodramus humeralis
- Багновець жовтощокий, Ammodramus aurifrons
- Заросляк строкатоголовий, Arremon torquatus
- Тихоголос амазонійський, Arremon taciturnus
- Arremon dorbignii
- Тихоголос жовтодзьобий, Arremon flavirostris
- Бруант рудошиїй, Zonotrichia capensis
- Заросляк чорнощокий, Atlapetes melanolaemus
- Заросляк жовтовусий, Atlapetes rufinucha (E)
- Заросляк болівійський, Atlapetes fulviceps

Родина: Трупіалові (Icteridae)
- Гоглу, Dolichonyx oryzivorus
- Шпаркос савановий, Leistes militaris
- Шпаркос білобровий, Leistes superciliaris
- Касик жовтодзьобий, Amblycercus holosericeus
- Конота іржаста, Psarocolius angustifrons
- Конота каньйонова, Psarocolius atrovirens
- Конота зелена, Psarocolius viridis
- Шапу, Psarocolius decumanus
- Конота бразильська, Psarocolius bifasciatus
- Касик чорний, Cacicus solitarius
- Касик золотокрилий, Cacicus chrysopterus
- Касик жовтохвостий, Cacicus cela
- Касик гірський, Cacicus chrysonotus
- Касик червоногузий, Cacicus haemorrhous
- Конота еквадорська, Cacicus oseryi
- Трупіал пломенистий, Icterus croconotus
- Трупіал жовтоплечий, Icterus cayanensis
- Трупіал червоноплечий, Icterus pyrrhopterus
- Вашер короткодзьобий, Molothrus rufoaxillaris
- Вашер великий, Molothrus oryzivorus
- Вашер синій, Molothrus bonariensis
- Трупіал танагровий, Lampropsar tanagrinus
- Трупіал червоноголовий, Amblyramphus holosericeus
- Чопі, Gnorimopsar chopi
- Вашер рудокрилий, Agelaioides badius
- Трупіал болівійський, Oreopsar bolivianus (E)
- Варілеро однобарвний, Agelasticus cyanopus
- Варілеро золотоплечий, Agelasticus thilius
- Каруг рудоголовий, Chrysomus ruficapillus

Родина: Піснярові (Parulidae)
- Пісняр строкатий, Mniotilta varia (H)
- Цитринка сіровола, Oporornis agilis
- Жовтогорлик південний, Geothlypis aequinoctialis
- Пісняр-лісовик блакитний, Setophaga cerulea
- Пісняр тропічний, Setophaga pitiayumi
- Пісняр-лісовик рудоволий, Setophaga fusca (H)
- Пісняр-лісовик золотистий, Setophaga petechia (H)
- Пісняр-лісовик білощокий, Setophaga striata (H)
- Коронник оливковий, Myiothlypis luteoviridis
- Коронник жовтий, Myiothlypis flaveola
- Коронник світлоногий, Myiothlypis signata
- Коронник блідий, Myiothlypis fulvicauda
- Коронник річковий, Myiothlypis rivularis
- Коронник цитриновий, Myiothlypis bivittata
- Коронник золоточеревий, Myiothlypis chrysogaster
- Коронник сірощокий, Myiothlypis coronata
- Коронник малий, Basileuterus culicivorus
- Коронник смугастоголовий, Basileuterus tristriatus
- Болотянка строкатовола, Cardellina canadensis (H)
- Чернітка чорногорла, Myioborus miniatus
- Чернітка рудоголова, Myioborus brunniceps
- Чернітка перуанська, Myioborus melanocephalus

Родина: Mitrospingidae
- Танагра червонодзьоба, Lamprospiza melanoleuca

Родина: Кардиналові (Cardinalidae)
- Піранга сонцепера, Piranga flava
- Піранга пломениста, Piranga rubra
- Піранга кармінова, Piranga olivacea
- Піранга білокрила, Piranga leucoptera
- Габія кармінова, Habia rubica
- Танагра-широкодзьоб оливкова, Chlorothraupis carmioli
- Кардинал-довбоніс золоточеревий, Pheucticus aureoventris
- Гранатела мала, Granatellus pelzelni
- Лускар бірюзовий, Cyanoloxia rothschildii
- Лускар ультрамариновий (Cyanoloxia brissonii)

Родина: Саякові (Thraupidae)
- Танагрець масковий, Nemosia pileata
- Кардинал рябогорлий, Parkerthraustes humeralis
- Плюшівник золотолобий, Catamblyrhynchus diadema
- Саї великий, Chlorophanes spiza
- Танагрик чорнощокий, Hemithraupis guira
- Танагрик жовтогорлий, Hemithraupis flavicollis
- Тамаруго амазонійський, Conirostrum margaritae
- Тамаруго рудогузий, Conirostrum speciosum
- Танагра велика, Conirostrum binghami
- Тамаруго білобровий, Conirostrum ferrugineiventre
- Тамаруго чорноголовий, Conirostrum sitticolor
- Тамаруго великий, Conirostrum albifrons
- Тамаруго сірий, Conirostrum cinereum
- Посвірж лимонний, Sicalis citrina
- Посвірж жовтий, Sicalis lutea
- Посвірж золотогузий, Sicalis uropigyalis
- Посвірж болівійський, Sicalis luteocephala
- Посвірж оливковий, Sicalis olivascens
- Посвірж золотоголовий, Sicalis flaveola
- Посвірж короткодзьобий, Sicalis luteola
- Вівсянчик чорноголовий, Phrygilus atriceps
- Вівсянчик сіроголовий, Phrygilus punensis
- Вівсянчик сірий, Geospizopsis unicolor
- Вівсянчик сіроволий, Geospizopsis plebejus
- Вівсянчик великий, Rhopospina fruticeti
- Вівсянчик смугохвостий, Porphyrospiza alaudina
- Вівсянка синя, Porphyrospiza caerulescens
- Вівсянчик рудоспинний, Idiopsar dorsalis
- Вівсянчик білогорлий, Idiopsar erythronotus
- Діука білокрила, Idiopsar speculifer
- Діука короткохвоста, Idiopsar brachyurus
- Насіннєїд малий, Catamenia analis
- Насіннєїд великий, Catamenia inornata
- Насіннєїд тонкодзьобий, Catamenia homochroa
- Квіткокол рудовусий, Diglossa mystacalis
- Квіткокол чорногорлий, Diglossa brunneiventris
- Квіткокол сіробокий, Diglossa carbonaria (E)
- Квіткокол рудочеревий, Diglossa sittoides
- Квіткокол ультрамариновий, Diglossa glauca
- Квіткокол блакитний, Diglossa caerulescens
- Квіткокол масковий, Diglossa cyanea
- Шиферка андійська, Haplospiza rustica
- Heliothraupis oneilli
- Якарина, Volatinia jacarina
- Тангарник строкатий, Conothraupis speculigera (H)
- Беретник сірочеревий, Creurgops dentatus
- Танагра-жалібниця вогнисточуба, Loriotus cristatus
- Танагра-жалібниця вохристочуба, Loriotus rufiventer
- Танагра-жалібниця білоплеча, Loriotus luctuosus
- Танагра-жалібниця велика, Tachyphonus rufus
- Танагра-жалібниця червоноплеча, Tachyphonus phoenicius
- Танагра сіроголова, Eucometis penicillata
- Танагра амазонійська, Trichothraupis melanops
- Червоночубик вогнистий, Coryphospingus cucullatus
- Тапіранга маскова, Ramphocelus nigrogularis
- Тапіранга пурпурова, Ramphocelus carbo
- Танагра-сикіт білокрила, Lanio versicolor
- Чорночубик, Charitospiza eucosma
- Танагра-медоїд короткодзьоба, Cyanerpes nitidus
- Танагра-медоїд пурпурова, Cyanerpes caeruleus
- Танагра-медоїд бірюзова, Cyanerpes cyaneus
- Терзина, Tersina viridis
- Цукрист масковий, Dacnis lineata
- Цукрист жовточеревий, Dacnis flaviventer
- Цукрист блакитний, Dacnis cayana
- Зерноїд острівний, Sporophila bouvronides
- Зерноїд біловусий, Sporophila lineola
- Зерноїд білочеревий, Sporophila leucoptera
- Зерноїд рудочеревий, Sporophila castaneiventris
- Зерноїд чорноспинний, Sporophila nigrorufa
- Зерноїд савановий, Sporophila pileata (H)
- Зерноїд іржастий, Sporophila hypoxantha
- Зерноїд чорноволий, Sporophila ruficollis
- Зерноїд болівійський, Sporophila hypochroma
- Рисоїд чорноголовий, Sporophila angolensis
- Рисоїд білодзьобий, Sporophila maximiliani
- Рисоїд болотяний, Sporophila crassirostris
- Рисоїд чорнодзьобий, Sporophila atrirostris
- Зерноїд плямистокрилий, Sporophila americana
- Зерноїд колумбійський, Sporophila murallae
- Зерноїд чорнорябий, Sporophila luctuosa
- Зерноїд чорнощокий, Sporophila nigricollis
- Зерноїд мальований, Sporophila caerulescens
- Зерноїд попелястий, Sporophila schistacea
- Зерноїд сивий, Sporophila plumbea
- Зерноїд масковий, Sporophila collaris
- Чако, Saltatricula multicolor
- Зернолуск чорногорлий, Saltatricula atricollis
- Зернолуск великий, Saltator maximus
- Зернолуск сірий, Saltator coerulescens
- Зернолуск зеленокрилий, Saltator similis
- Зернолуск золотодзьобий, Saltator aurantiirostris
- Зернолуск білогорлий, Saltator grossus
- Вівсянка чорнощока, Coryphaspiza melanotis
- Пампасник великий, Embernagra platensis
- Трав'янець гострохвостий, Emberizoides herbicola
- Зеленяр сивий, Pseudospingus xanthophthalmus
- Зеленник сіроголовий, Cnemoscopus rubrirostris (H)
- Свертушка болівійська, Poospiza boliviana
- Свертушка магонієва, Poospiza whitii
- Свертушка гірська, Poospiza garleppi (E)
- Свертушка аргентинська, Poospiza baeri (H)
- Свертушка рудобока, Poospizopsis hypocondria
- Зеленяр золотобровий, Kleinothraupis calophrys
- Зеленяр чорнощокий, Sphenopsis melanotis
- Каптурник золотоголовий, Thlypopsis sordida
- Каптурник жовтоволий, Thlypopsis ruficeps
- Зеленяр світлобровий, Thlypopsis superciliaris
- Свертушка рудоброва, Microspingus erythrophrys
- Зеленяр вохристоволий, Microspingus trifasciatus
- Свертушка чорновола, Microspingus torquatus
- Свертушка чорноголова, Microspingus melanoleucus
- Тангар рудогорлий, Cypsnagra hirundinacea
- Вівсянка довгохвоста, Donacospiza albifrons
- Цереба, Coereba flaveola
- Потрост бурий, Asemospiza obscura
- Потрост чорний, Asemospiza fuliginosa (V)
- Танагра-білозір чорногорла, Chlorochrysa calliparaea
- Шиферець масковий, Lophospingus pusillus
- Шиферець болівійський, Lophospingus griseocristatus
- Тангар сивий, Neothraupis fasciata
- Діука південна, Diuca diuca
- Paroaria coronata(інші мови)
- Paroaria gularis(інші мови)
- Paroaria capitata(інші мови)
- Тангар чорнощокий, Schistochlamys melanopis
- Тангар строкатий, Cissopis leverianus
- Блакитнар золотошиїй, Iridosornis jelskii
- Блакитар вохристочеревий, Pipraeidea melanonota
- Саяка жовто-синя, Rauenia bonariensis
- Зернолуск болівійський, Pseudosaltator rufiventris
- Блакитнар рудочеревий, Dubusia castaneoventris
- Андагра червонощока, Anisognathus igniventris
- Андагра жовтоголова, Anisognathus somptuosus
- Танагра-короткодзьоб гірська, Buthraupis montana
- Саяка синьоголова, Sporathraupis cyanocephala
- Танагра червононога, Chlorornis riefferii
- Танагра блакитна, Chalcothraupis ruficervix
- Танагра сріблиста, Stilpnia viridicollis (H)
- Танагра зеленогорла, Stilpnia argyrofenges
- Танагра пунійська, Stilpnia meyerdeschauenseei
- Танагра вохриста, Stilpnia cayana
- Танагра маскова, Stilpnia nigrocincta
- Танагра блакитношия, Stilpnia cyanicollis
- Танагра синя, Tangara vassorii
- Танагра берилова, Tangara nigroviridis
- Танагра синьоброва, Tangara cyanotis
- Танагра бірюзова, Tangara mexicana
- Танагра зеленоголова, Tangara chilensis
- Танагра червоночерева, Tangara velia
- Танагра гіацинтова, Tangara callophrys
- Гирола, Tangara gyrola
- Танагра колумбійська, Tangara chrysotis
- Танагра жовтоголова, Tangara xanthocephala
- Танагра золотогруда, Tangara schrankii
- Танагра золота, Tangara arthus
- Саяка блакитна, Thraupis episcopus
- Саяка синя, Thraupis sayaca
- Саяка пальмова, Thraupis palmarum
- Танагра жовточерева, Ixothraupis xanthogastra
- Танагра дроздова, Ixothraupis punctata